# 韩建 (元朝)
韩建，元朝末年官员。
权淮西宣慰副使、佥都元帅府事余阙镇守安庆，韩建是当时的安庆路总管。至正十七年（1357年）冬，陈友谅包围安庆。至正十八年（1358年）正月，安庆城破，余阙自杀。韩建一家被杀害。韩建当时卧病在床，骂贼不屈，陈友谅的军队把他捉去，不知所踪。